# Romano Canavese
Romano Canavese is een gemeente in de Italiaanse provincie Turijn (regio Piëmont) en telt 2953 inwoners (31-12-2004). De oppervlakte bedraagt 11,2 km², de bevolkingsdichtheid is 264 inwoners per km².
De volgende frazioni maken deel uit van de gemeente: Cascine di Romano, Canton Moretti.

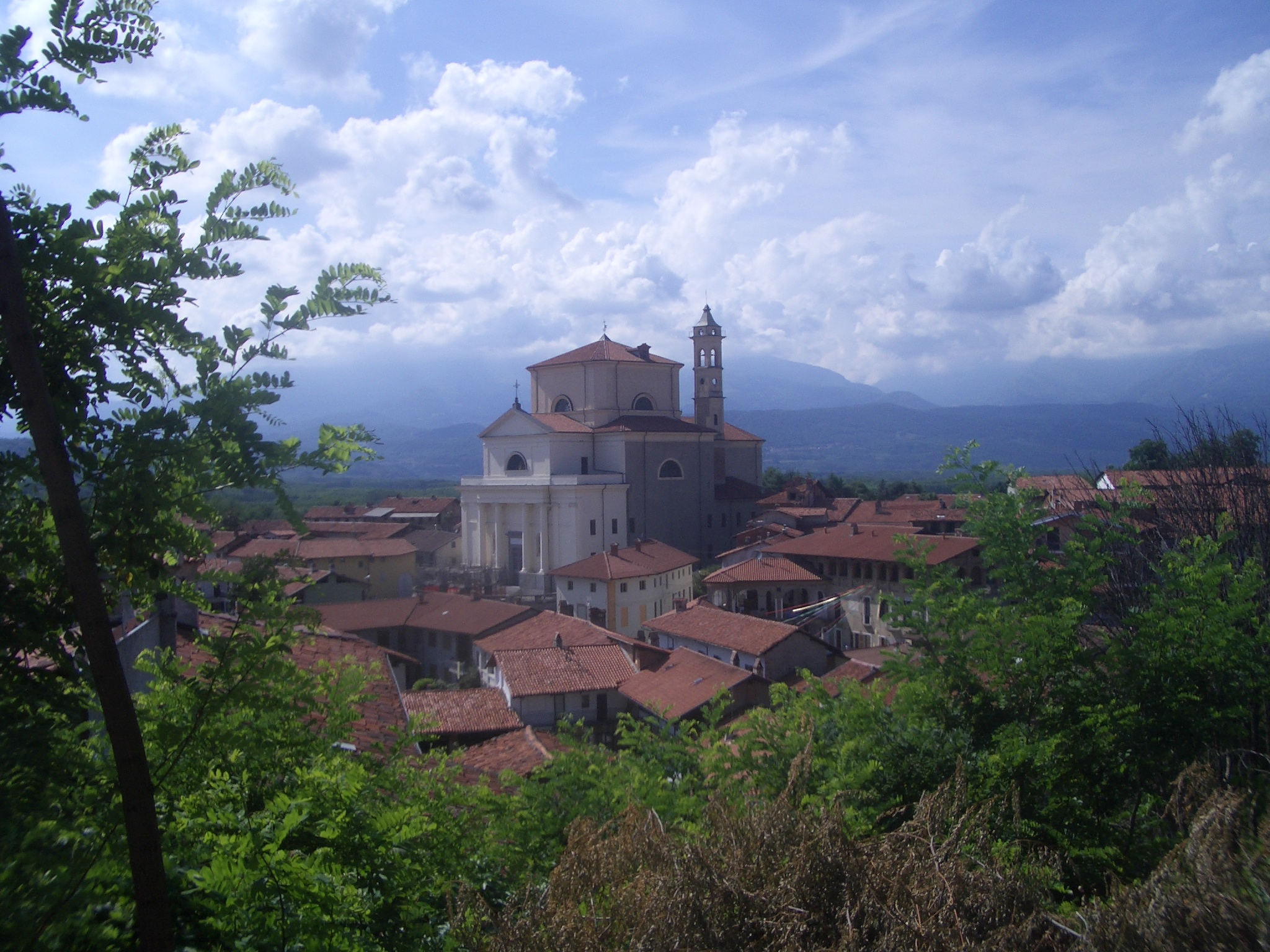
Romano Canavese
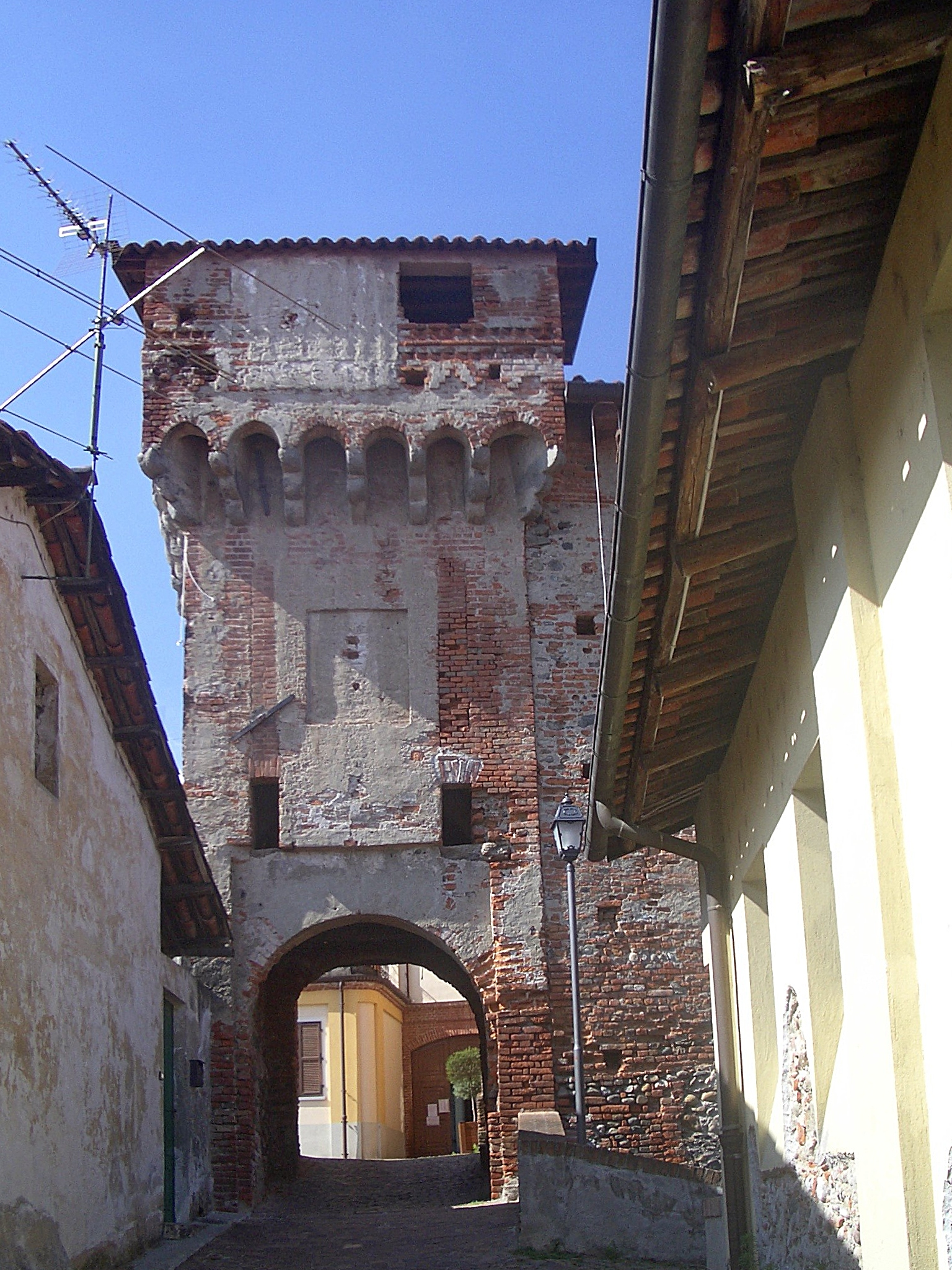
Toren met middeleeuwse poort

## Demografie
Romano Canavese telt ongeveer 1221 huishoudens. Het aantal inwoners daalde in de periode 1991-2001 met 2,3% volgens cijfers uit de tienjaarlijkse volkstellingen van ISTAT.
| Jaar | Inwoneraantal |
| ---- | ------------- |
| 1991 | 3011          |
| 2001 | 2943          |

## Geografie
De gemeente ligt op ongeveer 270 m boven zeeniveau.
Romano Canavese grenst aan de volgende gemeenten: Ivrea, Pavone Canavese, Strambino, Perosa Canavese, Scarmagno, Mercenasco.

## Geboren
- Tarcisio Bertone (1934), kardinaal-bisschop